# Globonectria
Globonectria es un género de hongos perteneciente a la clase Sordariomycetes. Es un género monotípico que incluye como única especie Globonectria cochensis.